# کازوهیکو هاتوری
کازوهیکو هاتوری (انگلیسی: Kazuhiko Hattori؛ زادهٔ ۱ ژانویهٔ ۱۹۴۴) آهنگساز، و تهیه‌کننده موسیقی اهل ژاپن است.